# 乡土突击队

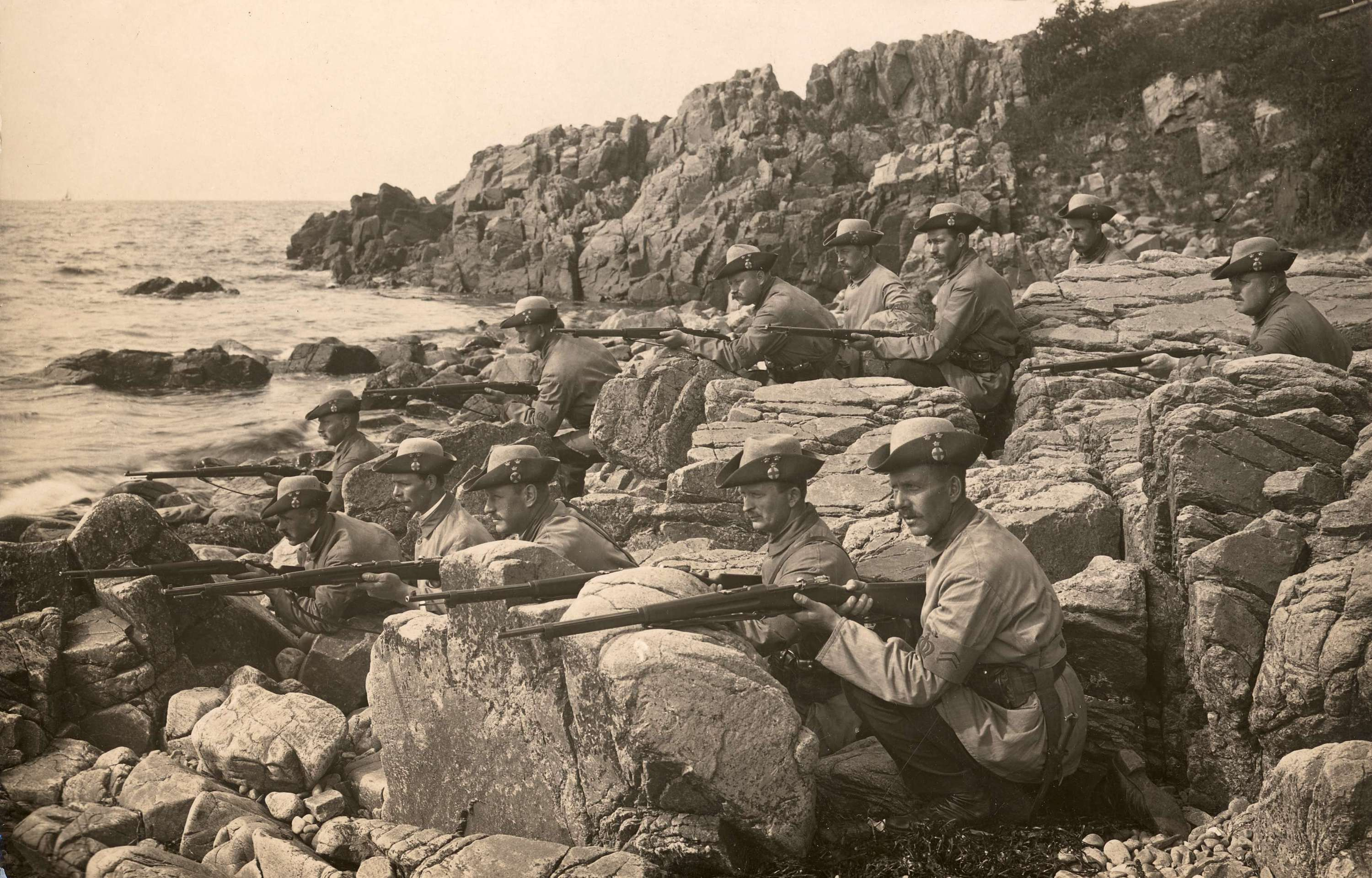
1914年至1915年間的瑞典鄉土突擊隊

乡土突击队是指歷史上德语国家的民兵或兵员质量低下的军事单位。

## 奥匈帝国
奥匈帝国的乡土突击队是一种后备军，其兵员都是34至55岁的男性。其用途是为前线部队提供补充兵员，并充当参与地方防御的民兵力量。帝国的乡土突击队由两部分组成：奥地利皇家乡土突击队、匈牙利王家乡土突击队。
第一次世界大战期间，奥地利皇家乡土突击队在奥地利境内建成了40个团，共计136个营，匈牙利王家乡土突击队则建成了32个团共计97个营。这些部队共为前线作战部队提供了20个旅的兵力。

## 德意志

### 1813年，普鲁士
在1813年4月21日开始实行普鲁士陆军改革后，普鲁士全国所有不在常备军或地方防卫军编制里的15至60岁的健全男性人口都会被划归至乡土突击队编制内，该部队就相当于国家的后备军。

### 北德意志邦联，1867年
北德意志邦聯頒布的1867年11月9日法令和1875年2月12日頒布的国家法令将有义务参加乡土突击队的编制外健全男性的年龄范围缩减为17至42岁。

### 巴伐利亚，1868年
1868年陆军改革过后，巴伐利亚陆军将有义务服兵役的最年长男性称作“乡土突击队”士兵。

## 瑞士
瑞士军队中的乡土突击队在1995年之前一直都是第三年龄段（42至50岁男性）部队，精英（elite）年龄段为18至32岁，地方防卫军年龄段为32至42岁。